# Epalchén
Epalchén är en ort i Mexiko.   Den ligger i kommunen Chamula och delstaten Chiapas, i den sydöstra delen av landet, 700 km öster om huvudstaden Mexico City. Epalchén ligger 1 740 meter över havet och antalet invånare är 985.
Terrängen runt Epalchén är kuperad söderut, men norrut är den bergig. Runt Epalchén är det ganska tätbefolkat, med 166 invånare per kvadratkilometer. Närmaste större samhälle är San Cristóbal de las Casas, 18,7 km söder om Epalchén. Omgivningarna runt Epalchén är en mosaik av jordbruksmark och naturlig växtlighet.